# Habenaria perbella
Habenaria perbella är en orkidéart som beskrevs av Heinrich Gustav Reichenbach. Habenaria perbella ingår i släktet Habenaria och familjen orkidéer. Inga underarter finns listade i Catalogue of Life.